# Lengau
Lengau je obec v okrese Braunau v rakouské spolkové zemi Horní Rakousy.

## Geografie
Lengau leží v horním Mattigtalu. Rozloha obce činí 58,1 km².